# Torre de' Picenardi
Torre de' Picenardi é uma comuna italiana da região da Lombardia, província de Cremona, com cerca de 1.839 habitantes. Estende-se por uma área de 17 km², tendo uma densidade populacional de 108 hab/km². Faz fronteira com Ca' d'Andrea, Cappella de' Picenardi, Drizzona, Isola Dovarese, Pessina Cremonese, Voltido.

## Demografia
| Variação demográfica do município entre 1861 e 2011                               |
|                                                                                   |
| Fonte: Istituto Nazionale di Statistica (ISTAT) - Elaboração gráfica da Wikipedia |